# Klaus-Dieter Ludwig
Pour les articles homonymes, voir Ludwig.
Klaus-Dieter Ludwig,  né le 2 janvier 1943 à Züllichau et mort le 18 mai 2016, est un rameur d'aviron est-allemand.

## Carrière
Il est vice-champion olympique de quatre barré en 1972 à Munich avant d'être sacré champion olympique en 1980 à Moscou.
Il est aussi champion du monde de huit en 1975 et de quatre barré en 1981, vice-champion du monde de huit en 1982 et de quatre barré en 1983 et vice-champion d'Europe de quatre barré en 1973.